# Партеније IV Цариградски
Партеније је био патријарх цариградски. Он је родом са острва Митилене. Био је епископ хиоски дуже времена. После је изабран и за патријарха. Али због клевета да је радио против државе, Турци су га најпре нудили да се потурчи, а када је он то одлучно одбио, обешен је 1657. године.
Српска православна црква слави га 24. марта по црквеном, а 6. априла по грегоријанском календару.